# National Rifle Association of America
L'Associació estatunidenca de les armes de foc, National Rifle Association of America (NRA), literalment: Associació Nacional del Rifle, és una societat dels Estats Units sense ànim de lucre, del tipus 501c del codi federal, i un lobby que advoca per la protecció que li donaria la Segona esmena de la Constitució dels Estats Units i el United States Bill of Rights, i la promoció dels drets de propietat d'armes de foc, així com les pràctiques de tir, la seguretat de les armes de foc i la protecció caçar i l'autodefensa als Estats Units.
Va estar presidida per l'actor Charlton Heston de 1998 a 2003.
L'organització es va implantar primer el 17 de novembre de 1871 a l'estat de Nova York sota el nom d'American Rifle Association i en principi era per protegir els drets dels propietaris de fusells a conseqüència de la Guerra Civil dels Estats Units. Actualment té la seu central a Fairfax, Virginia i el seu president el 2012 és David Keene.
La NRA esponsoritza cursos de formació per la seguretat de les armes de foc (firearm safety) i també els esdeveniments de pràctiques de tir (marksmanship), també les esportives. D'acord amb un informe de 1999, arran una enquesta, de la revista  Fortune feta a legisladors i de l'staff del Congrés aquests van considerar la NRA el grup de pressió (lobby) més influent. La seva activitat política està basada en el principi sobre que la possessió d'armes de foc és una llibertat civil (civil liberty) protegida per la Segona Esmena del Bill of Rights, i es considera ella mateixa l'organització de drets civils (civil rights) més antiga que continua operativa als Estats Units. Segons el seu Web la NRA té 4,3 milions de membres.